# 重修真傳琴譜
《重修真傳琴譜》，古琴谱。又称《西峰琴谱》，明代1585年杨表正撰辑。

## 琴谱版本
这是明刊琴谱流行较多的一种，十卷。杨氏早些时候曾撰刻《正文对音捷要琴谱》六卷。本书是后来的订正本。故全名为《重修正文对音捷要真传琴谱大全》每曲都有旁詞。弹琴家简称此谱为《重修真传琴谱》或《西峰琴谱》。